# ウルバン (技術者)
ウルバンまたはオルバン、オルバーン (トルコ語: Urban ハンガリー語: Orbán　1453年没)は、ハンガリー王国トランシルヴァニアのブラッショー（現ルーマニア、ブラショヴ）出身の技術者。
1453年のコンスタンティノープル包囲戦において、オスマン帝国軍にバシリカ砲（ウルバン砲）と呼ばれる巨大な射石砲を提供したことで知られる。

## 生涯

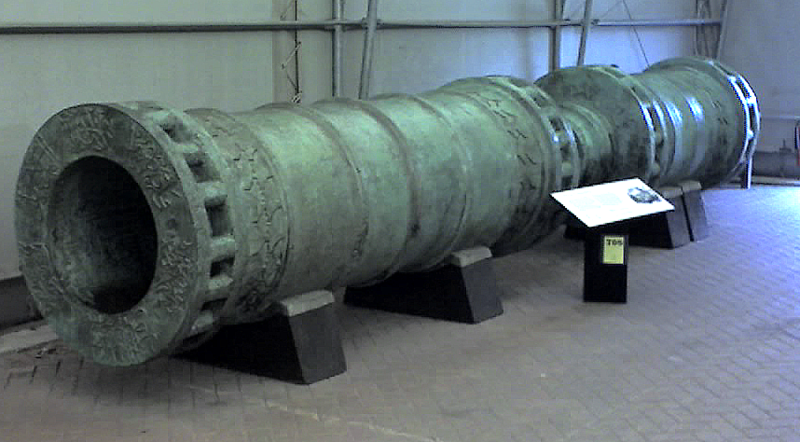
コンスタンティノープル包囲戦で用いられた大砲を基に1464年に鋳造されたダーダネルス砲（イギリス、ロイヤル・アーマリーズ蔵）

現代の歴史家の多くはウルバンがマジャル（ハンガリー）人であったと考えている。一部には、ドイツ人の血を引いているとする説もある。また別の可能性として、ワラキア人だった可能性もある。同時代のアテネの歴史家ラオニコス・ハルココンディリスは、彼を「ダキア人」と説明している。
1452年の時点で、ウルバンはビザンツ帝国に仕えていた。しかし皇帝コンスタンティノス11世パレオロゴスが高額の給料も巨砲を作るための材料も用意してくれなかったため、コンスタンティノープルを去り、この都市の攻略を目指していたオスマン帝国のスルターンであるメフメト2世に接近した。ウルバンは、自分の兵器があればバビロンの城壁も吹き飛ばせると宣伝して、メフメト2世から十分な資金と材料を与えられた。ウルバンはアドリアノープルで3か月かけてバシリカ砲を製造し、60頭の雄牛に牽かせてコンスタンティノープルへ運んだ。またこの間に、ウルバンはオスマン帝国軍のためにより小規模な大砲も制作している。
もともと射石砲の製造技術は主にドイツの技術者が培ったもので、最初にハンガリー軍が導入し、13世紀前半のうちに西ヨーロッパ全土に広まって攻城戦のスタイルを大きく変えた。当時の巨砲としてはファウレ・メッテ、ドゥレ・グリエット、モンス・メグ、プンハルト・フォン・シュタイアーなどが知られており、その中には現存しているものもある。しかしバシリカ砲は、コンスタンティノープル攻撃中に暴発して壊れてしまい、製作者のウルバンや助手たちもこの爆発に巻き込まれて死亡した。当時、こうした射石砲の爆発事故は珍しくなかった。